# Johnnie Walker Championship at Gleneagles
Die Johnnie Walker Championship at Gleneagles war ein European Tour Golfturnier, das bis 2013 beim Gleneagles Hotel in Schottland gespielt wurde. Das Turnier wurde 1999 als die Scottish PGA Championship gegründet und hat trotz desselben Sponsors seitdem mehrfach den Namen gewechselt, da Diageo versuchte für verschiedene Marken zu werben. Der Wettbewerb wurde zuletzt auf dem PGA Centenary Course bestritten, der ehemals als Monarch's Course bekannt war und der 2014 als Austragungsort für den Ryder Cup dient.
Abgesehen von der The Open Championship, die aufgrund eines Rotationssystems die meisten Jahre in Schottland stattfindet, gehörte die Johnnie Walker Championship zu einem von drei Turnieren auf der European Tour, das im „Home of Golf“ gespielt wurde, neben den Scottish Open und den Dunhill Links Championship.
Das Event sollte nicht mit der Johnnie Walker Classic verwechselt werden, die als länger etabliertes Golfturnier in der Asien-Pazifik-Region gespielt wird und die von der European Tour, PGA Tour of Australasia und Asian Tour unterstützt wird.

## Siegerliste
| Jahr                                      | Sieger                                    | Ergebnis                                  | Ergebnis                                  | Ergebnis                                  | Ergebnis                                  | Ergebnis                                  | Vorsprung                                 |
| Jahr                                      | Sieger                                    | R1                                        | R2                                        | R3                                        | R4                                        | Gesamt                                    | Vorsprung                                 |
| Johnnie Walker Championship at Gleneagles | Johnnie Walker Championship at Gleneagles | Johnnie Walker Championship at Gleneagles | Johnnie Walker Championship at Gleneagles | Johnnie Walker Championship at Gleneagles | Johnnie Walker Championship at Gleneagles | Johnnie Walker Championship at Gleneagles | Johnnie Walker Championship at Gleneagles |
| ----------------------------------------- | ----------------------------------------- | ----------------------------------------- | ----------------------------------------- | ----------------------------------------- | ----------------------------------------- | ----------------------------------------- | ----------------------------------------- |
| 2013                                      | Tommy Fleetwood                           | 68                                        | 65                                        | 67                                        | 70                                        | 278 (−18)                                 | Sieg im Playoff                           |
| 2012                                      | Paul Lawrie                               | 68                                        | 69                                        | 67                                        | 68                                        | 272 (−16)                                 | 4 Schläge                                 |
| 2011                                      | Thomas Bjørn                              | 68                                        | 69                                        | 71                                        | 69                                        | 277 (−11)                                 | Sieg im Playoff                           |
| 2010                                      | Edoardo Molinari                          | 70                                        | 68                                        | 69                                        | 71                                        | 278 (−10)                                 | 1 Schlag                                  |
| 2009                                      | Peter Hedblom                             | 72                                        | 68                                        | 68                                        | 67                                        | 275 (−13)                                 | 1 Schlag                                  |
| 2008                                      | Grégory Havret                            | 68                                        | 71                                        | 69                                        | 70                                        | 278 (−14)                                 | 1 Schlag                                  |
| 2007                                      | Marc Warren                               | 65                                        | 73                                        | 73                                        | 69                                        | 280 (−12)                                 | Sieg im Playoff                           |
| 2006                                      | Paul Casey(2)                             | 67                                        | 71                                        | 66                                        | 72                                        | 276 (−16)                                 | 1 Schlag                                  |
| 2005                                      | Emanuele Canonica                         | 70                                        | 71                                        | 69                                        | 71                                        | 281 (−7)                                  | 2 Schläge                                 |
| Diageo Championship at Gleneagles         |                                           |                                           |                                           |                                           |                                           |                                           |                                           |
| 2004                                      | Miles Tunnicliff                          | 67                                        | 68                                        | 72                                        | 68                                        | 275 (−13)                                 | 5 Schläge                                 |
| 2003                                      | Søren Kjeldsen                            | 72                                        | 68                                        | 67                                        | 72                                        | 279 (−9)                                  | 2 Schläge                                 |
| Diageo Scottish PGA Championship          |                                           |                                           |                                           |                                           |                                           |                                           |                                           |
| 2002                                      | Adam Scott                                | 67                                        | 65                                        | 67                                        | 63                                        | 262 (−26)                                 | 10 Schläge                                |
| Gleneagles Scottish PGA Championship      |                                           |                                           |                                           |                                           |                                           |                                           |                                           |
| 2001                                      | Paul Casey                                | 69                                        | 69                                        | 67                                        | 69                                        | 274 (−14)                                 | 1 Schlag                                  |
| Scottish PGA Championship                 |                                           |                                           |                                           |                                           |                                           |                                           |                                           |
| 2000                                      | Pierre Fulke                              | 70                                        | 63                                        | 68                                        | 70                                        | 271 (−17)                                 | 2 Schläge                                 |
| 1999                                      | Warren Bennett                            | 70                                        | 69                                        | 74                                        | 69                                        | 282 (−6)                                  | Sieg im Playoff                           |